# Ventelas

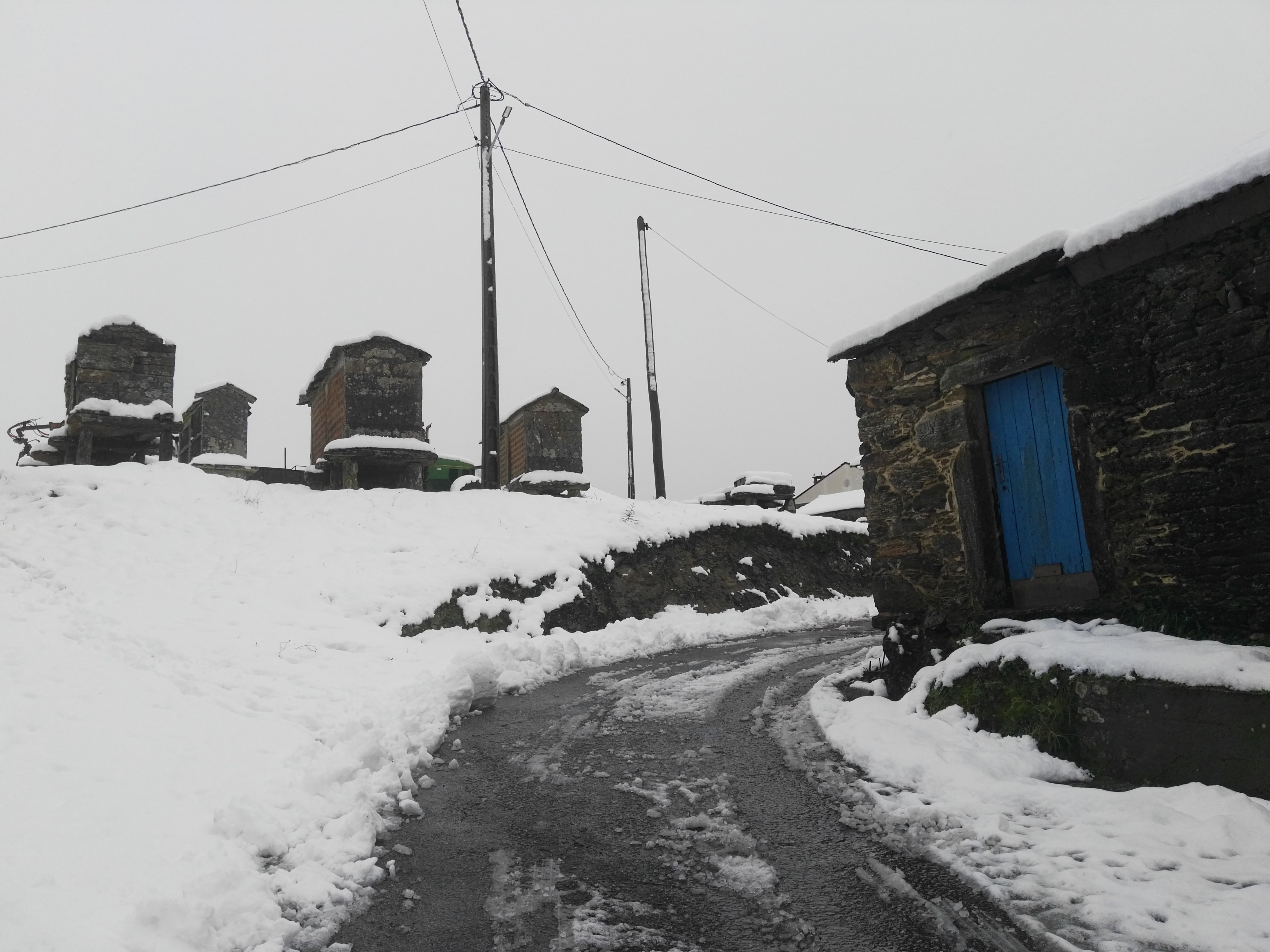
Calle de As Ventelas con la era al fondo

Ventelas es un lugar y aldea de la parroquia de Santa Cruz de Lebozán, en el ayuntamiento de Beariz. Situada entre la Sierra Cando y la Serra de O Candán, pertenece  a la histórica Comarca de Tabeirós-Terra de Montes, actualmente se integra dentro de la comarca de Carballino, en la provincia de Orense.
Probablemente su nombre tenga que ver con el hecho de que es una zona en la que sopla mucho viento durante todo el año.
El callejero de As Ventelas cuenta con una única calle.

## Geografía
El lugar de As Ventelas, linda al norte con la carretera nacional N-541, que es la principal vía de comunicación y la aldea de As Antas, perteneciente también a Beariz
Está enclavado en una de las laderas del Monte Marcofán.
En el año 2008 tenía 17 habitantes, 10 hombres y 7 mujeres; lo que supone una disminución de población.

## Patrimonio
- Podemos encontrar un apiario tradicional, situado en una ladera en la parte más moderna del pueblo.
- La era en dónde encontramos varios hórreos[4] pertenecientes a distintas familias del pueblo.
- Un molino de herederos, que está señalizado y se encuentra restaurado. Se puede llegar a él por la carretera que lleva desde el Lugar a Lebozán.
- Una pequeña necrópolis megalítica llamada "A Bola", formada por varios túmulos, una de las mamoas[5] que entontramos en el Monte de As Antas, Pena y As Ventelas, fue dañada con la apertura de una pista.
- En el monte, encontramos petroglifos en el Conjunto Arqueológico 'A Chancela'

## Patrimonio natural

### Fauna
Podemos encontrar una amplia variedad de fauna, pero en el mismo lugar no es extraño ver o escuchar al cuervo, arrendajo, carpintero verde, estornino, lavandeira blanca, miñatos. También observamos y escuchamos distintas especies de aves rapaces diurnas y nocturnas. La avifauna es enorme. Y aunque es más habitual su presencia al caer la tarde o a primeras horas de la mañana, podemos ver y escuchar al corzo, a los caballos y vacas salvajes, jabalí, zorro. También hay presencia de tejones. Entre los anfibios y reptiles destacan las salamandras, la víbora de seoane, el lagarto das silvas,...

### Flora
Encontramos árboles como  Robles, Acebos, Laureles, abedules. Arbustos como aulagas. Entre las flores se puede ver jacinto silvestre, cólquicos.

## As Ventelas en la literatura popular
- Refrán: con el que se predice el tiempo que hará al día siguiente: "Rubio cara ao mar, vellos a solar, rubio cara a Ribeira, vellos na paneira" 
- Canción Tradicional: En "I é verdade, i é mentira" (1998), segundo trabajo discográfico del grupo Leilía, aparece la pieza "Palabra de Casamento."